# Shorea laevis
Shorea laevis är en tvåhjärtbladig växtart som beskrevs av Ridley. Shorea laevis ingår i släktet Shorea och familjen Dipterocarpaceae. Inga underarter finns listade i Catalogue of Life.